# Bussy-Saint-Georges
Bussy-Saint-Georges é uma comuna francesa localizada na região administrativa da Ilha de França, no departamento de Sena e Marne. A comuna possui 26 346 habitantes segundo o censo de 2014.
Durante o seu desenvolvimento, aí foram implantados um golfe, hotéis, uma igreja, espaços verdes e muitas casas. A cidade possui dois parques industriais chamados parc Léonard-de-Vinci Park e parc Gustave-Eiffel, ao sul da cidade ao longo da auto-estrada A4.
Com o seu moinho, suas fazendas e sua lavanderia posicionados entre o Marne e florestas, Bussy-Saint-Georges era, em 1980, uma pacata aldeia de 500 habitantes. Mas sua integração na vila nova de Marne-la-Vallée multiplicou sua população por quarenta. Em 2012, os campos desapareceram sob o tecido urbano que expande seus edifícios e suas áreas de atividade ao longo da A4 e da linha do RER A até as portas de Paris. Ela se tornou "uma cidade dormitório vivendo ao ritmo de deslocamentos pendulares quotidianos para a capital".

## Toponímia

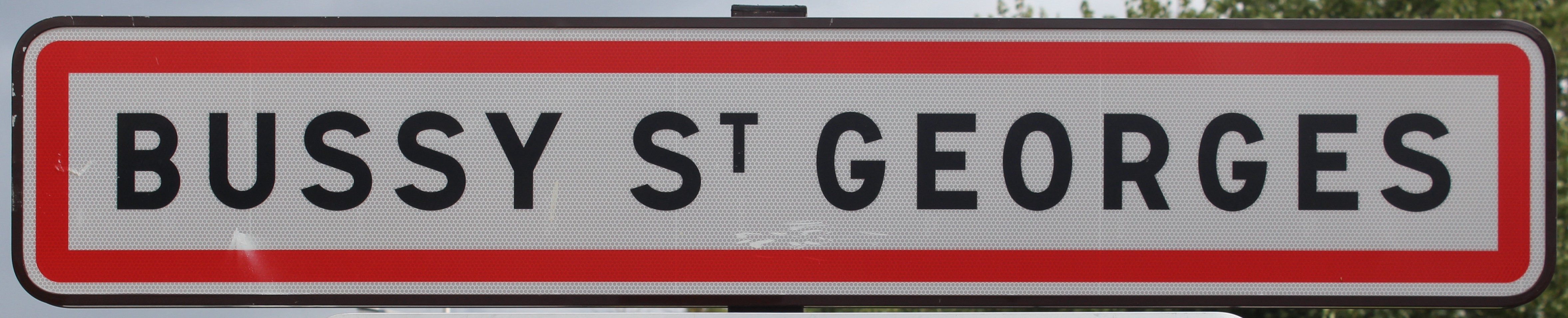
Painel de entrada.

O nome da localidade é mencionado nas formas Villa Buxido em 841; In vicaria Buciaxinse em 855; Buciacum sancti Georgii no século XIII; Bucy Saint George em 1336; Bucy em 1532; Bucy Saint Georges en Brye em 1540.

## História
Em 855, o território formou uma grande paróquia cujo padroeiro era são Jorge. No entanto, a designação de Bussy-Saint-Georges não aparece até o século XIII. O nome de Bussy vem de Buscus por causa da proximidade da floresta e dos muitos arvoredos que circundavam a vila.